# Тёплое Болото
Тёплое Болото — деревня в Мамадышском районе Татарстана. Входит в состав Албайского сельского поселения.

## География
Находится в центральной части Татарстана на расстоянии приблизительно 39 км на запад по прямой от районного центра города Мамадыш у речки Берсут.

## История
Основана во второй половине XVII века. Упоминалась также как Нижний Арняш. Относится к населённым пунктам с кряшенским населением.

## Население
Постоянных жителей было: в 1782 — 62 души мужского пола, в 1859—256, в 1897—571, в 1908—634, в 1920—545, в 1926—490, в 1938—427, в 1949—237, в 1958—221, в 1970—196, в 1979—117, в 1989 — 61, в 2002 году 35 (татары 86 %, фактически все кряшены), в 2010 году 23.